# Джон Екслі
Джон Екслі (англ. John Exley, 23 травня 1867 — 27 липня 1938) — американський академічний веслувальник.
Олімпійський чемпіон 1900, 1904 років у складі вісімки.